# Toutes les saveurs
Toutes les saveurs (titre original : All the Flavors) est un roman court fantastique de Ken Liu paru en 2012 puis traduit en français et publié aux éditions Le Bélial' en 2021.

## Résumé
Idaho City, pendant la ruée vers l'or. Alors que deux bandits viennent d'incendier une partie de la ville, des Chinois viennent s'installer sur une parcelle afin de l'exploiter. Jack Seaver, sa femme Elsie et leur fille Lily apprennent à connaître ses étrangers à qui Jack loue de quoi se loger. Un parmi eux retient l'attention de tous : Lao Guan, que les Américains prononce « Logan », un géant parmi les siens puisqu'il dépasse un mètre quatre-vingt, possédant une barbe noire hérissée qui lui recouvre le torse. Il porte presque le nom de Guan Yu, général chinois de la fin de la dynastie Han et du début de la période des Trois Royaumes, à qui il semble également ressembler.
Lyly et Logan vont peu à peu permettre à leurs semblables de connaître, d'accepter puis d'apprécier ceux qui sont pourtant si différents d'eux.